# Пелагія Каленикович
Пелагія Ничипірівна Каленикович (*д/н — 1699) — перша дружина Івана Скоропадського (до отримання ним гетьманської булави).

## Життєпис
Походила з козацького роду Калениковичів. Донька Ничипора Калениковича, полкового осавула, наказного полковника чернігівського у 1676—1678 роках. У 1675 році (за іншими відомостями 1676 року) одружилася з Іваном Скоропадським, тоді ще кацеляристом гетьмана Івана Самойловича.
Про Пелагію відомо небагато. Її батько, за деякими свідченнями, подарував доньці та зятю як посаг села Полуботки та Півці, а також подвір'я в Чернігові, яке він начебто продав, купивши собі на отримані кошти іншу землю для побудови власного будинку. Майбутній гетьман на той час був небагатим. Його бідність проявляється з опису того, з чим він прибув до майбутнього тестя: «А приехал и женился, то имел при себе только одного челядника, коней четверо и палубец один».
Через рік після переїзду до Батурина й призначення чоловіка генеральним бунчужним — у 1699 році Пелагія померла.

## Родина
- Чоловік — Іван Скоропадський (1646—1722), гетьман
- Донька — Ірина Іванівна Скоропадська (1679—1744)
- Зять — Семен Юхимович Лизогуб (1689—1734), бунчужний товариш